# Clã Akechi
O clã Akechi (明智氏, Akechi-shi) foi um clã do Japão parente do clã Toki, e deste, descendente dos Seiwa Genji. O clã Akechi se desenvolveu na parte final do Período Sengoku do século XVI. Os Akechi serviram aos Toki até a queda destes perante o clã Saitō em 1540. Os Akechi então se tornaram um clã poderoso sob a liderança de Oda Nobunaga. Akechi Mitsuhide originalmente serviu como general de Nobunaga. Entretanto, depois de 1582, Mitsuhide encurralou Nobunaga em Honnō-ji e o forçou a cometer suicídio. Os Akechi então conseguiram poder com o colapso do clã Oda. No mesmo ano, Akechi Mitsuhide foi morto na Batalha de Yamazaki, doze dias após o Incidente de Honnō-ji. Com isso, o clã Akechi perdeu a proeminência.

## Figuras importantes
- Akechi Mitsutsugu
- Akechi Mitsutsuna
- Akechi Mitsuhide
- Akechi Mitsuharu
- Akechi Mitsutada
- Akechi Mitsuyoshi
- Matsuda Masachika